# Puerto de Al Maqal
El Puerto de Al Maqal (en árabe: ميناء المعقل) es un puerto en el sur del país asiático de Irak. Se encuentra en Basora y está situado cerca a las aguas del Golfo Pérsico. Al Maqal es un puerto situado en el centro de la ciudad, en las orillas del río Shatt Al Arab, 135 kilómetros aguas arriba de la desembocadura del río, cerca de muchos de los campos de petróleo y gas gigantes que tiene Irak. Al Maqal comenzó sus operaciones en 1919, tras haber sido construido bajo la égida de los británicos, que ocuparon Mesopotamia durante la Primera Guerra Mundial. Siendo el Primer puerto moderno de Irak, fue pensado por los británicos para servir como un importante centro comercial y mercantil, no solo al servicio de Basora, sino también actuando como puente económico valioso entre Europa y Asia.